# Associationsheder
Associationsheder är ett genetiskt argumentationsfel som bygger på att man anser att någon sak är positiv eftersom den förespråkas av någon god eller hedervärd person eller grupp, eller kopplas till något annat hedervärt. Närliggande begrepp inom psykologi är haloeffekt. Motsats till associationsskuld.
Reklam bygger mycket på associationsheder. Det gäller att folk får en bra känsla för ett varumärke, så att de väljer det när de behöver en sådan vara eller tjänst. Man använder i reklam personer som ser bra ut. Den som talar i radio- och TV-reklam har en hedervärd röst och tonfall. Oftast är det i TV-reklam inte samma person som talar och som ser ut att tala, detta för att kunna välja en så bra person som möjligt i de två rollerna. Medryckande musik, ofta på rätt hög volym, används mycket i TV-reklam.

## Exempel
- Premiss 1: Martin Luther King var baptist
- Premiss 2: Martin Luther King var en god människa
- Slutsats: Baptister är goda

- Premiss 1: Fru Karlsson har gjort många hedervärda insatser för bostadsrättsföreningen
- Premiss 2: Fru Karlsson tycker att föreningen borde bygga en bastu
- Slutsats: Föreningen borde bygga en bastu